# Rolf Retschlag
Rolf Retschlag (* 3. November 1940) war Fußballspieler in der höchsten DDR-Fußballklasse Oberliga und spielte dort für den SC Aufbau/1. FC Magdeburg. Mit ihm wurde er 1972 DDR-Fußballmeister sowie 1964 und 1969 DDR-Pokalsieger.

## Sportliche Laufbahn
Retschlag begann bei der kleinen Betriebssportgemeinschaft Aufbau Börde Magdeburg Fußball zu spielen. Sein erstes Pflichtspiel im Männerbereich für den SC Aufbau Magdeburg bestritt er im Alter von 20 Jahren am 17. September 1961 im Oberligapunktspiel SC Aufbau Magdeburg – SC Wismut Karl-Marx-Stadt (0:0) auf neutralem Platz in Schkopau. Er wurde in der 75. Minute für Knut Wittenbecher eingewechselt. Es dauerte drei Jahre, bis der 1,77 m große Retschlag seinen ersten großen Erfolg feiern konnte. Am 13. Juni 1964 stand er als linker Verteidiger mit dem SC Aufbau im Endspiel um den DDR-Fußballpokal, das die Magdeburger mit 3:2 über den SC Leipzig gewannen. Bei der erfolgreichen Pokalverteidigung 1965 fehlte Retschlag im Aufgebot, machte aber in den folgenden Spielen um den Europapokal der Pokalsieger die vier ersten der insgesamt sechs Begegnungen mit. In der Saison 1966/67 musste Retschlag nach dem Abstieg der Magdeburger, inzwischen als 1. FC Magdeburg spielend, aus der Oberliga in der zweitklassigen DDR-Liga spielen. Mit 26 Einsätzen in der 30 Spiele umfassenden Saison trug er zum sofortigen Wiederaufstieg bei. Nach einem für einen Neuling überraschend guten dritten Platz in der neuen Oberliga-Spielzeit 1967/68 holten sich die Magdeburger 1969 ihren dritten Pokalsieg. Am 1. Juni 1969 besiegte der 1. FC Magdeburg den FC Karl-Marx-Stadt mit 4:0, und diesmal war auch Retschlag wieder mit von der Partie. Seine letzte Saison beim 1. FC Magdeburg konnte er mit seinem größten sportlichen Erfolg krönen. 1971/72 wurden die Magdeburger zum ersten Mal DDR-Meister, der inzwischen 31-jährige Retschlag hatte mit drei Einsätzen dazu beitragen können. In einem Freundschaftsspiel am 10. Juni 1972 wurde Retschlag aus dem Oberligateam des 1. FC Magdeburg verabschiedet.

## Statistik
- 156 Spiele in der DDR-Oberliga
- 26 Spiele in der DDR-Liga
- 22 Spiele im DDR-Pokal
- 10 Spiele im Europapokal